# Saint Paul (Alaska)
Pour les articles homonymes, voir Saint-Paul.
Saint Paul est une localité d'Alaska aux États-Unis dans la région de recensement des Aléoutiennes occidentales. En 2010, il y avait 479 habitants.

## Géographie

### Situation
Saint Paul est située sur une étroite péninsule à l'extrémité sud de l'île Saint-Paul, la plus vaste des Îles Pribilof, à 76 km au nord de l'Île Saint George, 386 km des Îles Aléoutiennes, 483 km des côtes de l'état d'Alaska, et 1 207 km à vol d'oiseau à l'ouest d'Anchorage.

### Démographie
| Groupe               | Saint Paul | Alaska | États-Unis |
| -------------------- | ---------- | ------ | ---------- |
| Autochtones d'Alaska | 82,2       | 14,8   | 0,9        |
| Blancs               | 11,1       | 66,7   | 72,4       |
| Métis                | 4,8        | 7,3    | 2,9        |
| Asiatiques           | 0,6        | 5,4    | 4,8        |
| Autres               | 0,6        | 1,6    | 6,2        |
| Afro-Américains      | 0,4        | 3,3    | 12,6       |
| Océaniens            | 0,2        | 1,1    | 0,2        |
| Total                | 100        | 100    | 100        |
|                      |            |        |            |
| Latino-Américains    | 3,6        | 5,5    | 16,7       |

La population indigène est principalement composée d'Aléoutes.
Selon l'American Community Survey, pour la période 2011-2015, 81,5 % de la population âgée de plus de 5 ans déclare parler l'anglais à la maison, 12 % déclarent parler l'aléoute, 4,4 % le samoan et 1,5 % l'espagnol.
| 1880 | 1890 | 1910 | 1920 | 1930 | 1940 | 1950 |
| ---- | ---- | ---- | ---- | ---- | ---- | ---- |
| 298  | 244  | 201  | 212  | 247  | 299  | 359  |

| 1960 | 1970 | 1980 | 1990 | 2000 | 2010 | - |
| ---- | ---- | ---- | ---- | ---- | ---- | - |
| 378  | 450  | 551  | 763  | 532  | 479  | - |

### Climat
La moyenne des températures va de −7 °C à 11 °C.
Entre 2016 et 2017, entre 3 100 et 8 500 macareux huppés ont trouvé la mort près de l’île. La hausse globale des températures a provoqué un bouleversement des écosystèmes et privés ces oiseaux de nourriture.
| Mois                                  | jan.     | fév.     | mars     | avril    | mai      | juin    | jui.    | août            | sep.    | oct.     | nov.     | déc.     | année           |
| ------------------------------------- | -------- | -------- | -------- | -------- | -------- | ------- | ------- | --------------- | ------- | -------- | -------- | -------- | --------------- |
| Température minimale moyenne (°C)     | −5,9     | −6       | −6,2     | −3,3     | 0,2      | 3,7     | 6,8     | 7,8             | 5,5     | 1,8      | −1,1     | −4,1     | −0,1            |
| Température moyenne (°C)              | −3,7     | −3,7     | −3,8     | −1,1     | 2,6      | 6,2     | 8,8     | 9,7             | 7,8     | 4,2      | 1,1      | −1,7     | 2,2             |
| Température maximale moyenne (°C)     | −1,6     | −1,4     | −1,4     | 1,2      | 4,9      | 8,6     | 10,9    | 11,7            | 10,1    | 6,4      | 3,2      | 0,6      | 4,4             |
| Record de froid (°C) date du record   | −32 1919 | −27 1991 | −28 1971 | −22 1976 | −13 1971 | −9 1985 | −2 1961 | −2 1981         | −6 1992 | −11 1983 | −16 2008 | −21 1916 | −32 1919        |
| Record de chaleur (°C) date du record | 9 1916   | 7 1917   | 10 1980  | 9 2020   | 15 1997  | 17 2000 | 18 2008 | 19 1987 et 2020 | 17 1925 | 12 1916  | 10 1915  | 11 1936  | 19 1987 et 2020 |
| Précipitations (mm)                   | 40,9     | 36,3     | 32,8     | 26,4     | 25,9     | 33,3    | 50,3    | 77,7            | 76,2    | 84,3     | 75,4     | 58,4     | 617,9           |
| dont neige (cm)                       | 42,7     | 30,2     | 24,4     | 14,7     | 2        | 0       | 0       | 0               | 0       | 4,1      | 17,8     | 29,7     | 165,6           |
| Nombre de jours avec précipitations   | 17,3     | 16,2     | 14,2     | 12,2     | 12,3     | 11,4    | 14,1    | 17,8            | 19,5    | 22,4     | 23       | 21,4     | 201,8           |
| Nombre de jours avec neige            | 15,3     | 13,8     | 13       | 9,4      | 2,2      | 0       | 0       | 0               | 0,1     | 3,4      | 10,9     | 15       | 83,1            |

| Diagramme climatique                                  |            |              |             |            |            |             |             |             |            |             |             |
| J                                                     | F          | M            | A           | M          | J          | J           | A           | S           | O          | N           | D           |
| −1,6−5,940,9                                          | −1,4−636,3 | −1,4−6,232,8 | 1,2−3,326,4 | 4,90,225,9 | 8,63,733,3 | 10,96,850,3 | 11,77,877,7 | 10,15,576,2 | 6,41,884,3 | 3,2−1,175,4 | 0,6−4,158,4 |
| Moyennes : • Temp. maxi et mini °C • Précipitation mm |            |              |             |            |            |             |             |             |            |             |             |

## Histoire
Autrefois, les Aléoutes se déplaçaient vers les Îles Pribilof à la saison de la chasse. Les trappeurs russes, à la recherche de fourrures sont arrivés en 1786 et nommèrent les îles respectivement Saint Pierre et Saint Paul. En 1788 la Compagnie russe d'Amérique amenèrent des habitants de Sibérie, d'Atka et d'Unalaska afin de chasser les phoques pour leur fourrure. Leurs descendants vivent actuellement sur ces deux îles.
En 1870 le gouvernement américain conclut un accord avec l'Alaska Commercial Company afin de fournir habitat, approvisionnement et secours médicaux aux habitants en échange de fourrures. Mais rapidement, dès 1890, la population des phoques, trop chassée, déclina drastiquement, entraînant de grandes difficultés dans l'économie locale.
Pendant la Seconde Guerre mondiale, les habitants de la mer de Béring furent évacués, comme les autres résidents de cette zone.
En 1983, le Congrès américain décida de confier la gestion de la chasse au phoque aux autorités locales, et en 1985, la chasse a été interdite pour toute activité commerciale, la réservant à l'économie locale exclusivement, en échange de subventions.
L'économie actuelle du village est basée sur la pêche et les conserveries de poissons.